# Multi-instrumentalist
Een multi-instrumentalist is een muzikant die twee of meer muziekinstrumenten bespeelt.

## Enkele multi-instrumentalisten
- Nana Adjoa
- Thomas Acda (gitaar, mondharmonica, drums, piano)
- Paul McCartney
- Chester Bennington
- David Bowie
- Jacob Collier
- Jan De Smet
- Allie DiMeco
- Dyzack
- Bill Evans
- Guy Fletcher
- Ferenc Fricsay
- David Gilmour
- Jonny Greenwood
- Dave Grohl
- Garth Hudson
- Brian Jones
- Dan Lacksman
- Hans Liberg
- Daniël Lohues
- Fay Lovsky
- Dimitri Mitropoulos
- Paul de Munnik (piano, gitaar)
- Mike Oldfield
- Jon Oliva
- Egon Petri
- Prince
- Ty Segall
- Leopold Stokowski
- Josh Turner
- Jett Rebel
- Stevie Wonder
- Rick Wright
- Tatsuro Yamashita
- Bertolf Lentink
- Patty Gurdy
- Fabienne Erni
- Lord Vinheteiro
- Fábio Lima